# Ламтюгін Сергій Євгенович
Сергій Євгенович Ламтюгін нар. 1 січня 1977, Сімферополь) — український футболіст, що грав на позиції захисника. Відомий за виступами в українських футбольних клубах різних ліг, у тому числі у складі сімферопольської «Таврії» та дніпропетровського «Дніпра» у вищій українській лізі.

## Кар'єра футболіста
Сергій Ламтюгін є вихованцем сімферопольського училища олімпійського резерву, а дебютував у професійному футболі 20 жовтня 1993 року у складі сімферопольської «Таврії» в матчі Кубка України проти стрийської «Скали». У вищій українській лізі футболіст дебютував 7 травня 1994 року в матчі з одеським «Чорноморця». У складі сімферопольської команди Ламтюгін перебував до кінця 1994 року, а на початку 1995 року грав у складі аматорської команди «Сурож» із Судака. У другій половині 1995 року футболіст грав у складі команди другої ліги «Меліоратор» з Каховки. На початку 1996 року Сергій Ламтюгін став футболістом іншої друголігової команди «Динамо» з Сак, в якому грав протягом усього 1996 року. З початку 1997 року футболіст грав у складі друголігового «Титана» з Армянська, в складі якого знаходився до закінчення сезону 1997—1998 років. У сезоні 1998—1999 років Сергій Ламтюгін грав знову у складі вищолігової команди — дніпропетровського «Дніпра», проте у зв'язку із великою конкуренцією в складі зіграв лише 4 матчі у вищій лізі, а ще 4 матчі зіграв за фарм-клуб «Дніпро-2» в другій лізі.
З початку сезону 1999—2000 років футболіст грав у команді другої ліги «Поділля» (Хмельницький), у якій перебував до кінця 2000 року. На початку 2001 року Ламтюгін перейшов до команди першої ліги «Спартак» (Суми), проте зіграв за цю команду лише 1 матч. Надалі футболіст повернувся до Криму, де у другій половині 2001 року грав за сімферопольське «Динамо», а на початку 2002 року грав за аматорську команду з Керчі «Боспор». Надалі футболіст нетривалий час грав за команди дугої ліги «Арсенал» (Харків) і «Вуглик», після чого повернувся до Криму, де грав за місцеві аматорські команди. Після остаточного закінчення виступів на футбольних полях Сергій Ламтюгін розпочав тренувати аматорську команду «Орбіта» з Красногвардійського, на цій посаді він працював і після російської окупації Криму.